# The Bartlett
La Bartlett Faculty of the Built Environment (Faculté Bartlett de l’environnement bâti), connue plus simplement sous le nom The Bartlett, parfois en français La Bartlett, est le centre universitaire pour l’étude de l’environnement bâti de l’University College de Londres (UCL), qui fait partie de l’Université de Londres à Londres, Royaume-Uni . Elle abrite douze départements possédant une expertise dans des domaines spécialisés de l’environnement bâti, notamment la Bartlett School of Architecture (École Bartlett d’architecture), la Bartlett School of Planning (École Bartlett de planification), la Bartlett Development Planning Unit (l’Unité Bartlett de planification du développement) et le Center for Advanced Spatial Analysis (Centre pour l’analyse spatiale avancée). La Bartlett est régulièrement classée parmi les meilleures universités d’Europe et du Royaume-Uni et parmi les meilleurs au monde pour la catégorie « Architecture et environnement bâti » dans les principaux classements,,,,. Dans le classement mondial des universités QS pour 2019, elle a été classée première au monde, mais est tombée à la troisième place en 2020. 

## Présentation

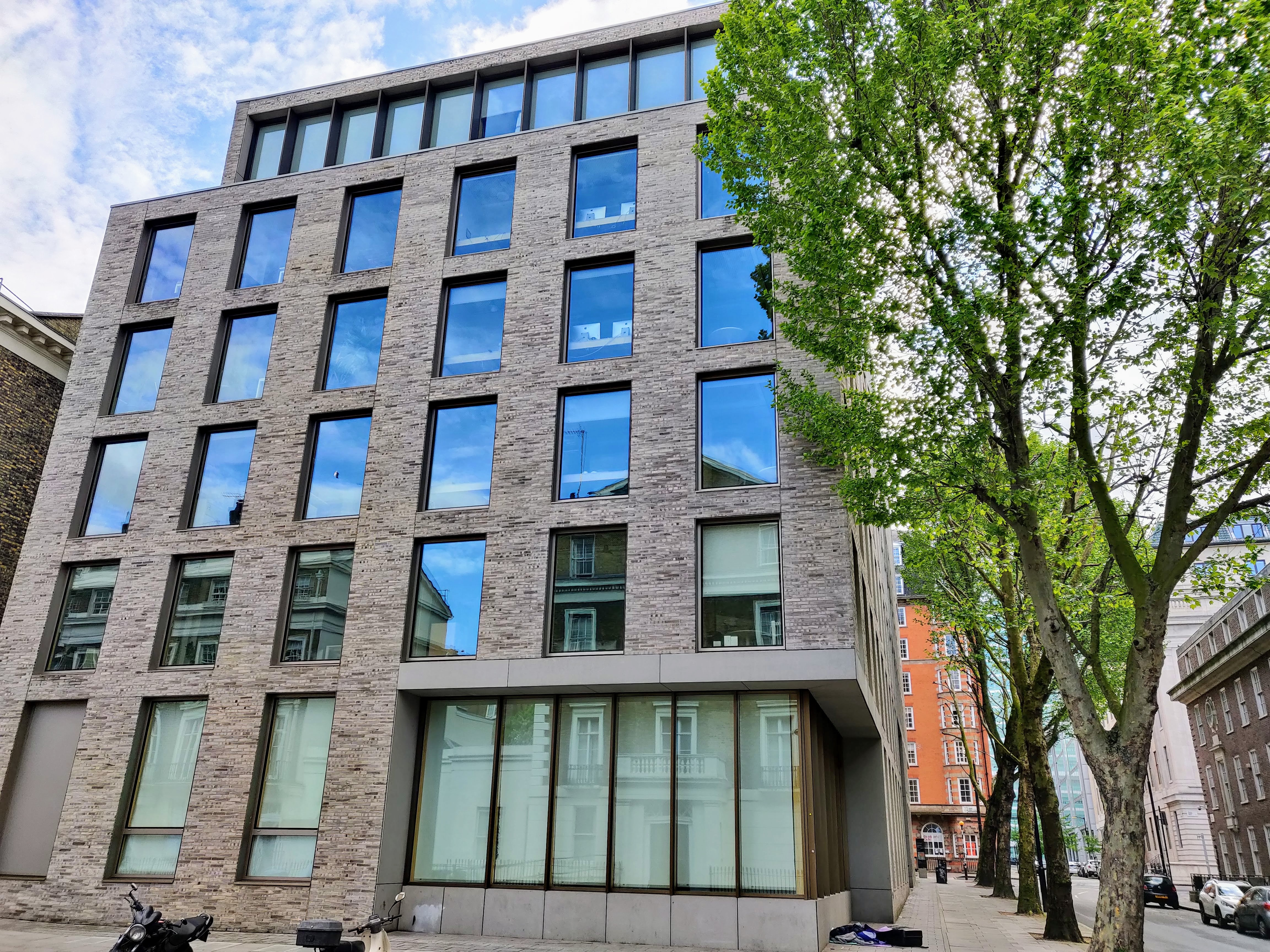
Bâtiment de la faculté au 22 Gordon Street

L’UCL a créé sa première chaire d’architecture en 1841, faisant de la Bartlett la première école d’architecture et d’environnement bâti établie au Royaume-Uni. Une chaire d’urbanisme a été créée en 1914 ; le département d’urbanisme a fusionné par la suite avec l’école d’architecture. La faculté a été nommée The Bartlett en 1919 lorsque le bienfaiteur d’origine, sir Herbert Bartlett (en), a accepté que son nom soit donné au département. C’est actuellement l’une des 11 facultés constitutives de l’UCL. 

## Implantation
L’école dispose de deux sites à dans la capitale anglaise : le campus de l’UCL à Bloomsbury et Here East (en) au Parc olympique de Londres. Sur le campus de l’UCL, la Faculté Bartlett et la Bartlett School of Architecture sont installées depuis 2016 au 22 Gordon Street dans un ensemble construit autour de la structure de l’ancien bâtiment, Wates House. Cinq des départements de Bartlett (l’École de planification et les instituts des ressources durables, du patrimoine durable, de la conception et de l’ingénierie de l’environnement et l’Institut de l’énergie), ainsi que sa bibliothèque, sont situés à Central House. La Bartlett School of Construction and Project Management est située au 1-19 Torrington Place. L’unité de planification du développement de Bartlett est située au 34 Tavistock Square. En 2017, The Bartlett et UCL Engineering ont développé de nouvelles installations à Here East, sur le site du Centre presse du Parc olympique de Londres (en). Le Center for Advanced Spatial Analysis est situé au 90 Tottenham Court Road. 

## Classements
| Classement                            | 2020 | 2019  | 2018  | 2017 | 2016  | 2015  |
| ------------------------------------- | ---- | ----- | ----- | ---- | ----- | ----- |
| Guide de l’université Guardian        | 2    | 4     | 3     | 2    | 1     | 2     |
| Palmarès universitaire                | 2    | N / A | N / A | 2    | N / A | N / A |
| Classement mondial des universités QS | 3    | 1     | 2     | 2    | N / A | N / A |
| The Complete University Guide (en)    | 4    | 4     | 3     | 4    | 6     | 4     |
| Classement mondial du Times           | 5    | 6     | 5     | 4    | 5     | 8     |

## Enseignement

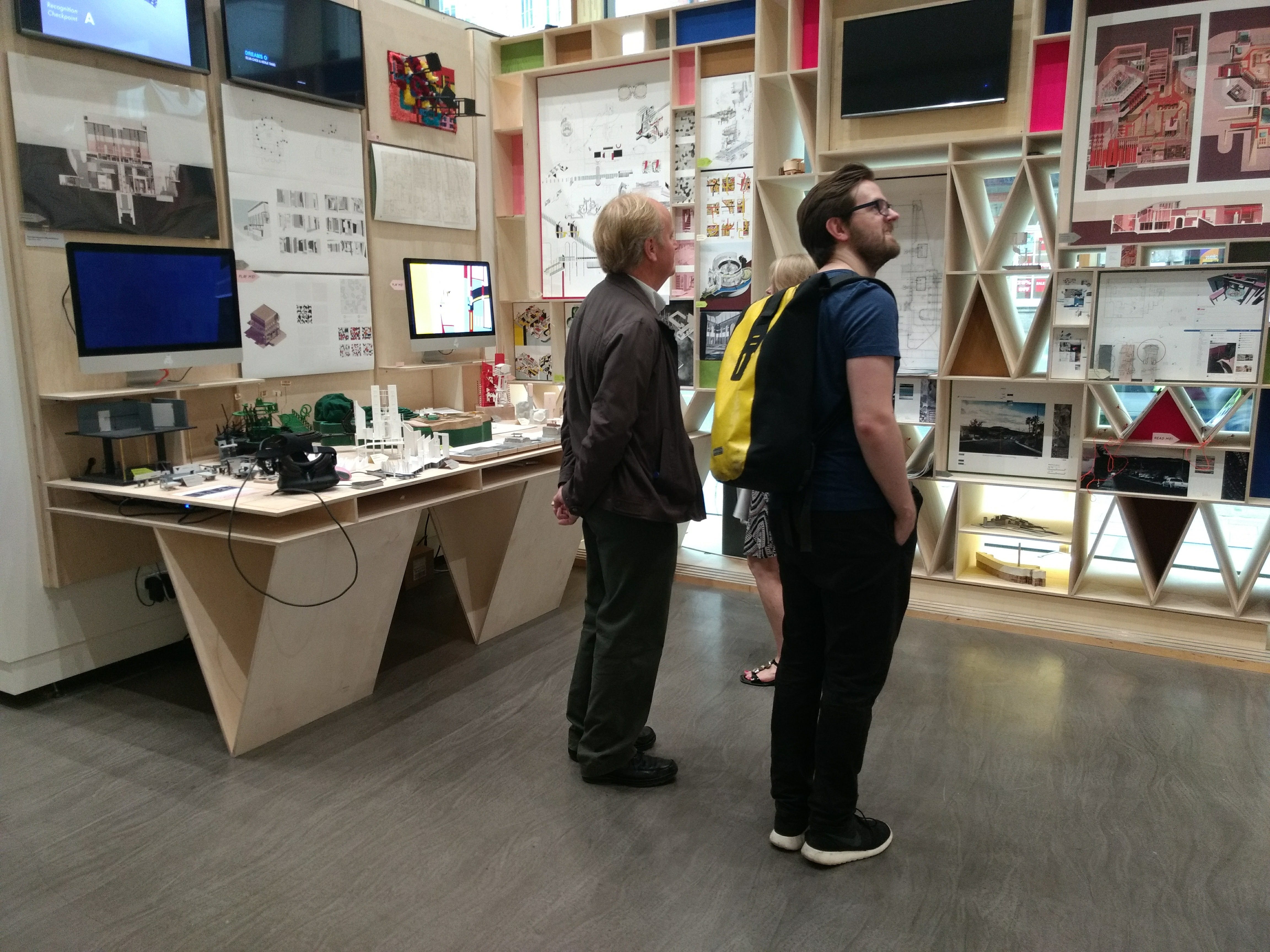
Le Bartlett Summer Show en 2017

La Faculté Bartlett de l’environnement bâti est la plus grande et la plus importante faculté pluridisciplinaire de l’environnement bâti au Royaume-Uni, couvrant l’architecture, la planification, la construction et la gestion de projet, la planification du développement et la conception environnementale (en) ainsi que de nombreux autres domaines spécialisés. Elle est particulièrement connue pour ses écoles d’architecture et de planification, notamment quand elle fut dirigée par sirs Peter Cook et Peter Hall dans les années 1990. La faculté entreprend des recherches sur l’environnement bâti et est connue pour développer la théorie de la syntaxe spatiale. Le doyen actuel est Christoph Lindner, professeur en études urbaines. 

### L’école d’architecture Bartlett
En 2011, l’université a nommé le Français critique d’art d’architecture et conservateur de musée Frédéric Migayrou comme nouveau professeur d’architecture. Parmi les professeurs important figurent Iain Borden (en), Adrian Forty (en), Jonathan Hill (architecte) (en), CJ Lim (en) et Jane Rendell (en)[réf. nécessaire].   
Les cours de la Bartlett School of Architecture sont validés par le Royal Institute of British Architects (Institut royal des architectes britanniques). L’école a été classée par l’Architects' Journal (en) comme la meilleure école d’architecture au Royaume-Uni durant les  11 dernières années, et apparaît systématiquement au sommet des classements des universités du Guardian pour l’architecture,,,. 
En 2013, la publication de recherche Survey of London a quitté English Heritage pour rejoindre l’école d’Architecture. Elle abrite également le Space Syntax Laboratory, le centre international de théorie et méthodologie de la syntaxe spatiale. 

### L’école de planification Bartlett
En 2011, Fulong Wu a été nommé professeur du département de planification. Il y a eu une succession d’éminents professeurs, dont Stanley Adshead, sir Patrick Abercrombie, lord William Holford (en), lord Richard Llewelyn-Davies, Gerald Smart, sir Peter Hall, Michael Batty et Matthew Carmona (en). Sir Patrick Geddes, le père de l’urbanisme, a étudié la physiologie à la fin des années 1870. 

### Le Centre Bartlett pour l’analyse spatiale avancée
Le centre Bartlett pour l’analyse spatiale avancée (en) (Center for Advanced Spatial Analysis, CASA) est le centre de recherche de Bartlett pour l’analyse urbaine interdisciplinaire. Il a été créé en 1995 par le professeur Michael Batty, qui préside le centre. Il est actuellement dirigé par le Dr Adam Dennett. Le centre se spécialise dans l’informatique urbaine (en), l’intelligence géospatiale, les systèmes d’information géographique, la modélisation urbaine, l’application de la technologie des villes intelligentes et la science des systèmes complexes. Le centre est à l’origine de différents projets comme OpenStreetMap, Prospective Labs, GeoFutures et Intelligent Space (acquis par l’entreprise Atkins). Le centre travaille avec de nombreuses administrations publiques, organisations intergouvernementales et institutions privées du monde entier pour rechercher et résoudre les problématiques en matière d’urbanisme. 
Le centre a délivré une cinquantaine de doctorats depuis 2000. Depuis cette date, il a ouvert des cours de troisième cycle pour l’enseignement et la recherche sur les villes intelligentes et l’analyse urbaine, la science des données spatiales et la visualisation. Il propose depuis 2000 un nouveau cours sur les environnements connectés. 

### L’unité de planification du développement de Bartlett
L’unité de planification du développement de (Bartlett Development Planning Unit, DPU) a été fondée en 1954 par Otto Königsberger (en) comme département d’études tropicales de l’Association architecturale, il a été absorbé par l’UCL et a rejoint la Faculté Bartlett en 1971. Au début des années 1990, le professeur Caren Levy a créé le programme de politique et de planification du genre, l’un des quatre seuls programmes internationalement reconnus de lutte contre les inégalités entre les sexes durant cette période. L’unité gère un programme de recherche doctorale menant à l’octroi d’un doctorat, de six cours de maîtrise d’un an et d’un diplôme de troisième cycle professionnel. Le directeur actuel de la DPU est le professeur Julio Davila ; il a succédé à Caren Levy. La DPU est partenaire et fondatrice du consortium Knowledge in Action for Urban Equality qui possède des contributeurs dans neuf pays et vise à rendre les villes plus justes.

### La Bartlett School of Construction and Project Management
Duccio Turin a fondé l’unité de recherche sur l’économie du bâtiment à l’UCL dans les années 1960 et The Bartlett a dirigé des diplômes de maîtrise et de premier cycle en économie et gestion du bâtiment au début des années 1970 et qui sont toujours au programme. Peter WG Morris (professeur émérite de construction et de gestion de projet), auteur de The Management of Projects, a fondé en 2002 ce qui a été le précurseur de la Bartlett School of Construction and Project Management. Dans sa forme actuelle, BSCPM a fêté ses 10 ans en 2019. L’école s’est considérablement agrandie depuis sa création et compte aujourd’hui plus de 80 collaborateurs. Elle est dirigée actuellement par D’Maris Coffman (professeur d’économie et de finance de l’environnement bâti). Parmi les autres universitaires notables figurent Peter Hansford (en) (professeur à temps partiel de politique de construction et d’infrastructure), Jim Meikle (professeur à temps partiel d’économie du secteur de la construction), Michael Pitt (professeur d’innovation en gestion des installations), Stephen Pryke (professeur en chaîne d’approvisionnement et projet réseaux), Hedley Smyth (professeur des entreprises de projet), Tim Broyd (en) (professeur de prospective de l’environnement bâti) et Jacqueline Glass (professeur de construction et de gestion de projet),. 

### L’Institut de l’énergie de l’UCL
L’institut de l’énergie de l’UCL a été créé par le Provost de l’UCL en  juin 2009 en tant qu’initiative inter-faculté dans l’environnement bâti, pour unifier et renforcer les efforts de recherche et d’enseignement dans le domaine de l’énergie. Le fondateur et premier directeur fut le professeur d’énergie et d’environnement Tadj Oreszczyn (en). Neil Strachan (professeur en économie et modélisation de l’énergie) est le directeur actuel. Cet institut abrite le Centre RCUK (en) d’épidémiologie énergétique et le Centre de formation doctorale London-Loughborough. 

### L’Institut UCL pour la conception et l’ingénierie de l’environnement
L’Institut UCL pour la conception et l’ingénierie de l’environnement a été officiellement créé en 2014, mais Richard Llewelyn-Davies avait introduit la science du bâtiment à la Bartlett en 1960, et Ralph Hopkinson a obtenu la première chaire en conception et ingénierie de l’environnement en 1965. Environ un tiers de la communauté de conception d’éclairage du Royaume-Uni a terminé le MSc Light and Lighting de l’UCL, qui a été créé en 1987. Le directeur actuel est Dejan Mumovic (professeur d’analyse de la performance des bâtiments). 

### L’Institut UCL pour la prospérité mondiale
L’Institut UCL pour la prospérité mondiale a été lancé en 2014 par la directrice fondatrice Henrietta Moore (en), également titulaire de la chaire Culture, Philosophie et Design. L’institut dirige le Centre RELIEF en collaboration avec l’Université américaine de Beyrouth et le Centre d’études libanaises. 

### L’Institut immobilier Bartlett
Le Bartlett Real Estate Institute a été créé en octobre 2018. Il est dirigé par Andrew Edkins, professeur de gestion de projets complexes et ancien directeur de la Bartlett School of Construction & Project Management. Yolande Barnes, anciennement directrice de la recherche mondiale à Savills (en), est titulaire de la chaire. L’institut propose un programme de maîtrise en établissements de santé, l’un des premiers du genre au Royaume-Uni. 

### L’Institut UCL pour le patrimoine durable
L’Institut du patrimoine durable (anciennement le Centre pour le patrimoine durable) a été créé par May Cassar, professeur de patrimoine durable, en 2001. May Cassar le dirige ainsi que le Centre de formation doctorale en sciences et ingénierie en arts, patrimoine et archéologie (SEAHA), un partenariat entre l’UCL, l’université d’Oxford et l’université de Brighton. SEAHA forme des étudiants avec des partenaires du patrimoine, de l’industrie et des politiques via un programme de maîtrise et de doctorat fondé sur la recherche. 

### L’Institut UCL pour les ressources durables
L’Institut UCL pour les ressources durables a été créé en 2011, dans le cadre d’un accord avec le contributeur fondateur BHP Billiton Sustainable Communities, du nom de la compagnie minière multinationale. Paul Ekins (professeur de politique des ressources et de l’environnement) le dirige ; le titulaire de la chaire sur les ressources mondiales durables est Raimund Bleischwitz (en). 

### L’Institut UCL pour l’innovation et le bien-être publique
L’Institut UCL pour l’innovation et le bien-être public a été créé en octobre 2017 par Mariana Mazzucato, professeur en économie de l’innovation et de la valeur publique, qui le dirige. Elle est secondée par Rainer Kattel (en), professeur d’innovation et de gouvernance publique. Parmi les professeurs invités figurent Charles Leadbeater, Francesca Bria (en) et Ian Hogarth. Brian Eno, James K. Galbraith, Jayati Ghosh, Stephanie Kelton, Hermann Hauser (en), Roly Keating (en), Hadeel Ibrahim, Cornelia Parker, Roger Martin (professeur) (en), Carlota Perez et Jeffrey Sachs siègent au conseil consultatif. 

## Centres affiliés

### Le Laboratoire urbain de l’UCL
Créé en 2005en tant qu’initiative universitaire, le Laboratoire urbain de l'UCL (en) est un centre interdisciplinaire de réflexion, d’enseignement, de recherche et de pratique d’urbanisme. Le centre coopère avec quatre départements de l’UCL : La Bartlett, la faculté des sciences d’ingénierie d’UCL (en), la faculté de sciences sociales et historiques d'UCL (en) et la faculté des Arts et des sciences humaines d’UCL (en). Il est dirigé par Clare Melhuish. 

### UCL Robotics
L’UCL Robotics est une initiative inter-faculté visant à développer une plate-forme d’enseignement et de recherche de niveau mondial en robotique et systèmes autonomes. Il opère au sein des facultés des sciences médicales, des sciences de l’ingénierie et de Bartlett. Cette unité est basée à Here East. 

### Bibliothèque UCL Bartlett
La bibliothèque de Bartlett abrite des livres, des revues et des DVD. Elle comprend une variété de bases de données sur l’environnement bâti, des ressources électroniques et des livres. 
Implantée à l’origine à Wates House, elle a été transférée à Central House en 2014. Les nouveaux locaux ont été conçus par l’agence d’architecture Hawkins\Brown.

## Universitaires notables
- Sir Patrick Abercrombie, architecte et poète
- Reyner Banham, auteur et critique architectural
- Michael Batty, géographie britannique
- Iain Borden (en), professeur d’architecture et de culture urbaine
- Matthieu Carmona (en), architecte et professeur britannique
- Sir Peter Cook, architecte britannique
- Hector Corfiato (en), professeur d’architecture (1946-1959)
- Richard Llewelyn-Davies, baron Llewelyn-Davies, professeur d’architecture (1960 à 1969), professeur d’urbanisme et directeur de l’École des études environnementales (1970 à 1975)
- Thomas Leverton Donaldson, premier professeur d’architecture à l’UCL
- Paul Ekins, directeur de l’ISR
- Adrian Forty (en), professeur d’histoire de l’architecture
- Hannah Fry, maître de conférences au CASA
- Frank Gehry, professeur de Good Design
- Sir Peter Hall, urbaniste et géographe britannique
- Nigel Harris (en), professeur émérite d’économie de la ville
- Jonathan Hill, professeur d’architecture et de théorie visuelle
- Otto Königsberger (en), professeur à la DPU
- CJ Lim (en), professeur d’architecture et d’urbanisme
- Mariana Mazzucato, directrice de l’UCL Institute for Innovation & Public Purpose (IIPP)
- Henrietta Moore (en), directrice de l’Institut pour la prospérité mondiale (IGP)
- Jane Rendell (en), professeur d’architecture et d’art
- Natsai Audrey Chieza, designeuse.